# Диабре, Зефирен
Зефирин Диабре (фр. Zéphirin Diabré; 26 августа 1959, Уагадугу, Верхняя Вольта) — политический и государственный деятель Буркина-Фасо, министр финансов Буркина-Фасо (1994—1996). Председатель экономического и социального Совета страны (1996—1997). Основатель и лидер партии Союз за прогресс и реформы Буркина-Фасо. экономист. Доктор философии.

## Биография
Получил экономическое образование, защитил докторскую степень в области управления на факультете экономики и менеджмента в Бордо (Франция). С 1987 года – доцент Университета Уагадугу, затем с 1989 по 1992 год работал в частном секторе заместителем директора компании Brakina.
В 1992 году назначен министром торговли, промышленности и шахт. Занимал этот пост до тех пор, пока в 1994 году не стал министром экономики и финансов. С 1996 по 1997 год работал Председателем экономического и социального Совета страны.
Покинул ряды Конгресса за демократию и прогресс из-за политических разногласий. Занимался исследованиями в  Гарвардском университете, затем был заместителем администратора Программы развития  ООН и директором группы AREVA по Африке и Ближнему Востоку .
1 марта 2010 года был одним из членов-основателей оппозиционной политической партии Союз за прогресс и реформы, выступающей за демократические и «настоящие реформы» в Буркина-Фасо. 
В 2014 году – один из лидеров Восстания в Буркина-Фасо против президента  Блеза Компаоре.
В 2015 году был кандидатом от Партии на президентских выборах, заняв второе место после Рока Марка Кристиана Каборе. Зефирин Диабре был также кандидатом в президенты в ноябре 2020 года.